# Titularbistum Feradi Maius
Feradi Maius war eine antike Stadt in der römischen Provinz Byzacena bzw. Africa proconsularis in der Sahelregion von Tunesien.
Feradi Maius (ital.: Feradi Maggiore) ist ein ehemaliges Bistum der römisch-katholischen Kirche und heute ein Titularbistum.
| Nr. | Name                                                                 | Amt | von               | bis               |
| --- | -------------------------------------------------------------------- | --- | ----------------- | ----------------- |
| 1   | William Theodore Heard Titularerzbischof pro hac vice Kardinaldiakon | Dekan der Römischen Rota | 5. April 1962     | 19. April 1962    |
| 2   | Ignatius Gopu MSFS                                                   | Koadjutorbischof von Visakhapatnam (Indien)                                                                                       | 10. Dezember 1963 | 4. Oktober 1966   |
| 3   | Lucas Moreira Neves OP Titularerzbischof pro hac vice                | Weihbischof in São Paulo (Brasilien) Vizepräsident des Päpstlichen Rates für die Laien Sekretär der Kongregation für die Bischöfe | 9. Juni 1967      | 3. Januar 1987    |
| 4   | João Bosco Oliver de Faria                                           | Weihbischof in Pouso Alegre (Brasilien)                                                                                           | 5. August 1987    | 8. Januar 1992    |
| 5   | Béla Balás                                                           | Weihbischof in Veszprém (Ungarn)                                                                                                  | 10. August 1992   | 31. Mai 1993      |
| 6   | Marin Barišić                                                        | Weihbischof in Split-Makarska (Kroatien)                                                                                          | 3. August 1993    | 21. Juni 2000     |
| 7   | Amândio José Tomás                                                   | Weihbischof in Évora (Portugal)                                                                                                   | 5. Oktober 2001   | 8. Januar 2008    |
| 8   | José Francisco González González                                     | Weihbischof in Guadalajara (Mexiko)                                                                                               | 14. Februar 2008  | 13. Dezember 2013 |
| 9   | Estevam Santos Silva Filho                                           | Weihbischof in São Salvador da Bahia (Brasilien)                                                                                  | 29. Januar 2014   | 15. April 2020    |
| 10  | Giovanni Luca Raimondi                                               | Weihbischof in Mailand (Italien)                                                                                                  | 30. April 2020    |                   |